# Schneider Frères
Pour les articles homonymes, voir Schneider.
Ne doit pas être confondu avec Famille Schneider.
Schneider Frères est une société destinée à l’achat et la vente d’appareils TSF, fondée en 1934 par les frères Jacques et Sacha Schneider à Paris et disparu en 2005. Elle fait aujourd'hui partie du groupe Schneider Consumer Group.

## Genèse
Jacques et Sacha Schneider sont nés à Czernowitz (empire austro-hongrois). Orphelins de père très jeunes, ils grandissent dans un foyer modeste. Jacques est un inventeur prometteur. Après la guerre, un ingénieur qui a repéré son génie technique le prend sous son aile et lui recommande la France. Vers 1930, Jacques est à Paris. Il ne tarde pas à faire venir son jeune frère en France. Entre 1931 et 1933, l’aîné des deux frères a déjà initié de multiples projets. Installé Boulevard Sébastopol, il est gérant en 1933 des sociétés Netvason , puis Ultrason.
En 1934, les deux frères, réunis à Paris depuis 1933, présentent le poste secteur Pygmée, dont l’innovation sur le marché est la petite taille d’un poste présélecteur à filtre de bandes. Ils créent dans la foulée les établissements Schneider Frères destinés à « l’achat et à la vente d’appareils TSF ».
En 1936, lançant une nouvelle entreprise, la SERT – Société de construction d’appareils électro radio et déménagent rue Daudin.

## Développement de la marque
En 1939, les Schneider occupent déjà une des premières places sur le marché français et l’atelier de la rue Daudin qui a commencé avec 50 personnes en emploie déjà deux cents.
Alors que la guerre est déclarée, les Schneider partent combattre dans le Vercors, non sans avoir organisé leur société en la confiant à quatre associés dont le rôle est de la conserver au-delà de l’aryanisation des biens.
En 1945, de retour du Vercors, ils redémarrent leur entreprise en créant la société nouvelle des établissements Schneider Frères S.A. Celle-ci reprend en gérance la SERT, dont elle absorbera définitivement tous les actifs en 1954. 
Le premier poste de télévision Schneider a été fabriqué dès 1947. Face à ce succès grandissant, les locaux de la rue Daudin deviennent trop petits.
En 1952, les frères Schneider reprennent les terrains d’un atelier de rechape de caoutchouc à Ivry-sur-Seine et y installent leur usine. Typique des années 1950, l’usine Schneider est organisée sur le modèle standard. 120 personnes y travaillent alors.
La marque est parmi les premières à lancer des postes HF en 1957/58. En 1958, alors que le marché est sur le point de s’envoler et que les téléviseurs investissent le marché, Sacha et Jacques Schneider rebaptisent leur société. Désormais, celle-ci sera connue sous le nom de Schneider Radio-Télévision (SRT).
Très vite, Ivry-sur-Seine et ses 800 ouvriers et employés ne suffisent plus à assurer la production et ce malgré d’étonnantes cadences : un récepteur radio toutes les 80 secondes et un téléviseur toutes les trois minutes, contre 4,5 minutes 2 ans auparavant.
Les Schneider se lancent dans la construction d’une usine très moderne au Mans, car l’essor à la fin des années 1950 est fulgurant. L’usine du Mans est inaugurée en 1963. À l’ouverture, Schneider Le Mans, emploie 1200 personnes, dont 80 % de femmes de 18 ans à 30 ans. À sa mise en route, l’usine produit quotidiennement 1200 récepteurs de radio et électrophones et 500 téléviseurs. En 1963, les récepteurs radio à lampe et à transistor Schneider sont vendus dans plus de 50 pays et les récepteurs TV multidéfinition bien introduits en Suisse et en Belgique.
En 1969, forte de 2 500 ouvriers, l’usine produira son millionième téléviseur.

## Un marché concurrentiel
En 1960, la physionomie du marché des radiorécepteurs à lampes et à transistors, des électrophones et des téléviseurs était la suivante : SRT pesait pour environ 10 % du marché, loin derrière Radiotechnique et ses 30 %, mais tout près des 12 % ex-æquo de Pathé-Marconi (Thomson-Houston) et de l’Alsacienne de constructions mécaniques (marques Ribet Desjardins, Grammont, Sonneclaire) .
Après avoir repris une société d’études en 1961, SRT  passe la même année des accords avec Philco Corporation, une filiale de Ford Motor désireuse de conquérir le marché français. Les matériels de radio et téléviseurs de cette marque seront fabriqués au Mans et commercialisés via une société franco-américaine, Soframel.
Factuellement, une division électronique professionnelle est créée en 1964. Un laboratoire dédié démarre avec une dizaine de personnes. Son effectif en atteindra une cinquantaine vers 1968/69. Spécialisée dans l’instrumentation numérique et les calculatrices de bureaux, celle-ci met au point avec le bureau d’études d’Ivry, un « multimètre Digital » puis lancera en 1969 une gamme de calculatrices électroniques, marque Exacronique.  Il s’agit de la première gamme française de machine à calculer électronique à usage de bureau, dont Schneider devient dans le même mouvement, le premier exportateur de l’Hexagone
En 1965 les Schneider prennent le contrôle  de la compagnie générale de télévision et d’électronique (CGTVE). Aux 100 000 téléviseurs, déjà fabriqués annuellement par la société, s’en ajoutent 60.000 commercialisés sous les marques Amplix, Telemaster, Tevea et Arphone. Dans un premier temps, la CGTVE garde son autonomie, mais en 1967, la production est totalement rapatriée au Mans et les réseaux de ventes fusionneront en 1970. Le réseau Schneider atteindra alors près de 4000 distributeurs sur le territoire national.
En 1970, SRT produit 230 000 téléviseurs et 150 000 postes. Les différentes opérations lui ont permis de faire monter sa part de marché à 15 % du total avec un chiffre d’affaires dans la seule télévision qui compte pour 25 % du secteur. Outre sa troisième place pour les téléviseurs  et les postes de radio-musique, derrière Thomson 350 000 appareils, et Radiotechnique (250 000), Schneider occupe une des premières places pour les appareils de mesure numérique . L’effectif total est de 3600 personnes, dont 250 ingénieurs et cadres ; 2 500 personnes travaillent au Mans et plus de 1 000 à Ivry sur Seine – bureau d’étude, laboratoire, siège, commerce, etc.
En 1973 Schneider lance Popsy, l’un des tout premiers téléviseurs portatifs. Pesant moins de dix kilos, il est disponible en trois couleurs – blanc, rouge ou jaune.  
Mais dans les années 1970, de redoutables concurrents émergent d’Asie du Sud-Est et leur vague va balayer nombre de grandes sociétés industrielles françaises.
N’étant leader nulle part, et dans un contexte de retournement du marché de la télévision, SRT va se trouver obligée d’abdiquer son indépendance. En 1970 le chiffre d’affaires de SRT est de 300 millions de francs, mais pour la première fois de son histoire la société s’est trouvée en pertes, à hauteur de 15 millions de francs. SRT est en difficulté et est obligée de trouver une solution. Celle-ci se dessine alors avec La Radiotechnique, filiale de Philips. SRT se procure ses tubes cathodiques auprès de la Radiotechnique et ses semi-conducteurs auprès de TSF et de la Radiotechnique. Cela fait de La Radiotechnique son principal créancier.  Au moment où la trésorerie fait défaut, la consolidation de la dette commerciale offre une porte de sortie. En 1971, une filiale commune à Philips et SRT, la CELMANS, est créée. Philips la détient à 51 %. En contrepartie de l’apport de son usine du Mans, SRT en a 49 %. L’usine fabriquera désormais des téléviseurs sous les marques Radiola, Philips et Schneider.

## Une nouvelle diversification des produits
L’électronique grand public se diversifiant, le groupe Philips, sous ses différentes marques fabrique désormais tous types de produits, tels que des répondeurs téléphoniques ou des consoles de jeux vidéo. C’est par exemple, le Télélude de Schneider en 1977, le Videopac, une console de jeux conçue par Magnavox et fabriquée par Philips, notamment sous la marque Schneider.
Ce sera le premier magnétoscope en 1981. Ce sera également en 1982, le lancement de Titus, téléviseur dont le châssis d’un modèle nouveau et conçu dans le laboratoire d’Ivry rencontre un grand succès.
En 1984, seront lancés les décodeurs TV pour Canal + ou les terminaux vidéotext en couleur, les Hifi-Laser, etc. En 1984, également, Philips lance l’ordinateur Philips VG5000µ, amené à être commercialisé sous les marques Philips, Radiola et Schneider.
Philips commercialisera les appareils Schneider jusqu’en 2005, alors que Radiola a été arrêtée en 2002.

## Le retour de la marque Schneider
À la suite de la cession de la branche audio et vidéo de Philips en 2015 à la société Gibson, les marques Radiola et Schneider furent cédées la même année à la société française Admea. Cette entreprise a pris le nom de Schneider Consumer Group.

## Dates clés
- 1906 : Naissance de Jacques
- 1911 : Naissance de Sacha
- 1933 : Création de Schneider Frères
- 1952 : Inauguration de l’usine d’Ivry-sur-Seine
- 1958 : Schneider Frères devient la SRT
- 1963 : Construction de l’usine du Mans
- 1964 : Création de la division professionnelle
- 1965 : Prise de contrôle  de la compagnie générale de télévision et d’électronique (CGTVE)
- 1967 : Décès de Sacha
- 1969 : Millionième téléviseur
- 1971 : Rachat de la SRT par Philips
- 1977 : Décès de Jacques
- 2005 : Fin de la commercialisation des appareils Schneider par Philips
- 2015 : Rachat de la marque Schneider par Admea